# Tutelă
Tutela, reglementată în Codul Familiei, este o instituție de ocrotire a minorului, care este lipsit de îngrijirea părinților săi (cazul părinților decedați, necunoscuți, dispăruți, etc.). De asemenea tutela se poate impune unei persoane debile mintal care a depășit vârsta copilăriei. Tutela este indicată mai ales persoanelor în vârstă care nu se pot apăra singure și care astfel pot fi păcălite să încheie acte juridice defavorabile lor. Aceste persoane, fiind lipsite de capacitatea de exercițiu sau având capacitatea de exercițiu restrânsă, vor fi reprezentate în instanță prin tutorele desemnat de Autoritatea Tutelară. Tutorele exercită drepturile și îndeplinește obligațiile ce îi revin, în baza tutelei, în scopul ocrotirii intereselor acestor persoane. Astfel el le poate administra averea, se ocupă de creșterea, educarea, învățătura și pregătirea lor profesională, îi reprezintă în justiție sau în fața autorităților statului, etc.

## Caracterele generale ale tutelei
1. Tutela se exercită numai în interesul minorului (art. 114 din Codul Familiei);
2. Tutela este o sarcină legală obligatorie și cel ce a fost numit tutore nu poate refuza aceasta încredere decât în cazurile anume prevazute de lege (art. 118 din Codul Familiei);
3. Tutela este o sarcină gratuita (art. 121 din Codul Familiei);
4. Tutela este o sarcină personală, cel numit tutore fiind ținut să exercite el însuși atribuțiile calității sale. Numai Autoritatea tutelară poate schimba sau înlocui un tutore.
5. Tutela se exercită sub supravegherea, îndrumarea și controlul Autorității Tutelare (art. 136 din Codul Familiei); Delegații autorității tutelare au dreptul să viziteze copiii la locuința lor și să se informeze pe orice cale despre felul în care sunt îngrijiți, crescuți și educați.

## Competențe
În cazul litigiilor ce au ca obiect competențele date de Codul Civil instanței de tutelă, acestea se judecă în primă instanță în judecătorii.